# Magdalena van Lippe
Magdalena (24 februari 1552 – Darmstadt 26 februari 1587) was gravin van Lippe en landgravin van Hessen-Darmstadt. Zij was een dochter van graaf Bernhard VIII van Lippe en gravin Catharina van Waldeck-Eisenberg.
Op 17 augustus 1572 huwde zij te Kassel meet landgraaf George I van Hessen-Darmstadt (1547 – 1596). Uit dit huwelijk werden elf kinderen geboren:
- Filips Willem (Darmstadt 16 juni 1576 – aldaar 4 oktober 1576)
- Lodewijk (1577 – 1626), landgraaf van Hessen-Darmstadt 1596-1626
- Christina (Darmstadt 25 november 1578 – Erbach 26 maart 1596); ∞ (Darmstadt 5 mei 1595) graaf Frederik Magnus van Erbach (1575 – 1618)
- Elisabeth (Darmstadt 29 november 1579 – Wehen 17 juli 1655); ∞ (Weilburg 10 mei 1601) graaf Johan Casimir van Nassau-Gleiberg (1577 – 1602)
- Maria Hedwig (Darmstadt 2 december 1580 – aldaar 12 september 1582)
- Filips (1581 – 1643), landgraaf van Hessen-Butzbach 1596-1643
- Anna (Darmstadt 3 maart 1583 – Laubach 13 september 1631); ∞ (Kassel 28 oktober 1601) graaf Albert Otto I van Solms-Laubach (1576 – 1610)
- Frederik (1585 – 1638), landgraaf van Hessen-Homburg 1596-1638
- Magdalena (Darmstadt 5 mei 1586 – aldaar 23 oktober 1586)
- Johan (* en † Darmstadt 22 februari 1587)
- Hendrik (Darmstadt 21 maart 1590 – aldaar 9 januari 1601)